# 分目
分目（わんめ）は日本人の姓。難読として知られる。
上総国市原郡分目、現在の千葉県市原市分目という地名を起源とし、現存する姓を五十音順に並べた時に、最も後ろに来る姓として知られ、市原市、木更津市、君津市に見られる。
千葉県には、内房に分目という姓が多いが、外房には五十音順で初めに来る姓の一つの「相」、「藍」（どちらも読みは「あい」）が分布している。